# Emili Salut Payà
 (mai 2014).
Le contenu est difficilement compréhensible vu les erreurs de traduction, qui sont peut-être dues à l'utilisation d'un logiciel de traduction automatique.
 (mai 2014).
Emili Salut i Payà, né le 13 novembre 1918 et mort le 16 mai 1982 à Barcelone, est un compositeur et trompettiste catalan.

## Biographie
Emili Salut étudia à l'École municipale de musique de Barcelone. Il suivit des cours de violon avec le maître Sainz de la Maza Costa et de piano avec Joseph Climent. Mais sa véritable passion était la composition. Il étudia ensuite la trompette avec Lluís Rovira, et il a joué avec quelques ensembles au Paralel jusqu'en 1936, quand la Guerre civile espagnole a commencé.
En 1939, il est parti pour l'URSS, où il étudia pour être pilote d'aviation. Entre 1940 et 1941 il a été musicien à l'Orchestre Mikhaïl Lipski. En 1941, quand les Allemands ont envahi l'URSS, il a passé huit ans dans différentes prisons et camps de concentration. Quand il est sorti, il a continué ses études de musique.
Il s'est marié avec Isida Filippova, et en 1951 sont nées ses filles Francesca et Violeta.
Il a pu retourner en Espagne en 1957. Là, il a vécu à Madrid puis à Barcelone. Il a travaillé à la Radio nationale d'Espagne et comme professeur à l'Académie Assimil.

## Œuvre

### Musique de chambre
- Collection de six Cànons à 4 et 2 voix, Op. 8 (1953 - 1976), pour corde
- Guerras civiles de Granada, Op. 13 (1957), pour violon et piano
- Solo de concierto, pour voix, violon et piano

### Chant et piano
- Agraint un clavell (1982)
- Invierno (1946)
- Recuerdos

### Piano
- Canone, Op. 53 (1980)
- Elegie, Op. 36 (1940)
- Estudi núm. 1: Satànic (1953)
- Preludio, Op. 53 (1976)
- Recoup, Op. 35 (1970)
- Romanza (1947)
- Sonata núm. 1 (1947)
- 12 Valsos per a piano, Op. 15 (1945 - 1971)

### Orgue
- Fugueta, d'introducció i comiat per a una cerimònia nupcial, Op. 25

### Cor
- Canción Yalta, Op. 9, texte en russe
- El cargol, Op. 1 (1978)

### Cobla
- Els brivalls del barri, Op. 3 (1965), sardane pour chœur et cobla
- El cargol, Op. 3 (1979), pour chœur et cobla
- En Pere Gallarí, Op. 3 (1976), pour chœur et cobla
- Un pont de cobre l'altre, Op. 3 (1963), pour chœur et cobla
- Remei, Op. 3 (1962), pour chœur et cobla
- La vall, Op. 3 (1965), pour chœur et cobla

### Orchestre
- Introducció i comiat per a una cerimònia nupcial, Op. 25 (1963)
- Kalinka, Op. 48
- Retaule nadalench, Op. 39 (1962)
- Romanza, Op. 49 (1962)
- Rondó per al tema de Krasnii sarafan, Op. 47
- Santa Eulària, esbós poemàtich (1976)
- Suite amussette, Op. 35
- Suite Tártara núm. 3 (1953)
- Tonadilla y Copla, Op. 42 (1969)

### Bande
- Retaule nadalench, Op. 39 (1962)

### Ballet
- El Circo, suite pour orchestre symphonique
- Suite lirique, Op. 11
- Werther, Op. 16 (1950 - 1978)

### Arrangements
- Jota aragonesa, de Glimka, pour bande (1962)
- Ave Maria, de Franz Schubert, pour soliste, chœur et orchestre

### Jazz
- Abschor lied
- Aufwiedersehen
- Foxbrush, foxtrot (1947)
- Stormbound
- Foxtrot
- Glaspliter, intermezzo
- Ich will das immer Frühling sein soll
- A little house on Michigan Sea
- Mutter liebe
- Sombrero cordobés (1947)

#### Arrangements de jazz
- Love is a many-splendored thing, de Sammy Fain, arrangement pour trompette
- La sombra de tu sonrisa, de J. Mandel i P. Webster, arrangement pour trompette
- Blue Skies, arrangement pour piano